# Burattinaio

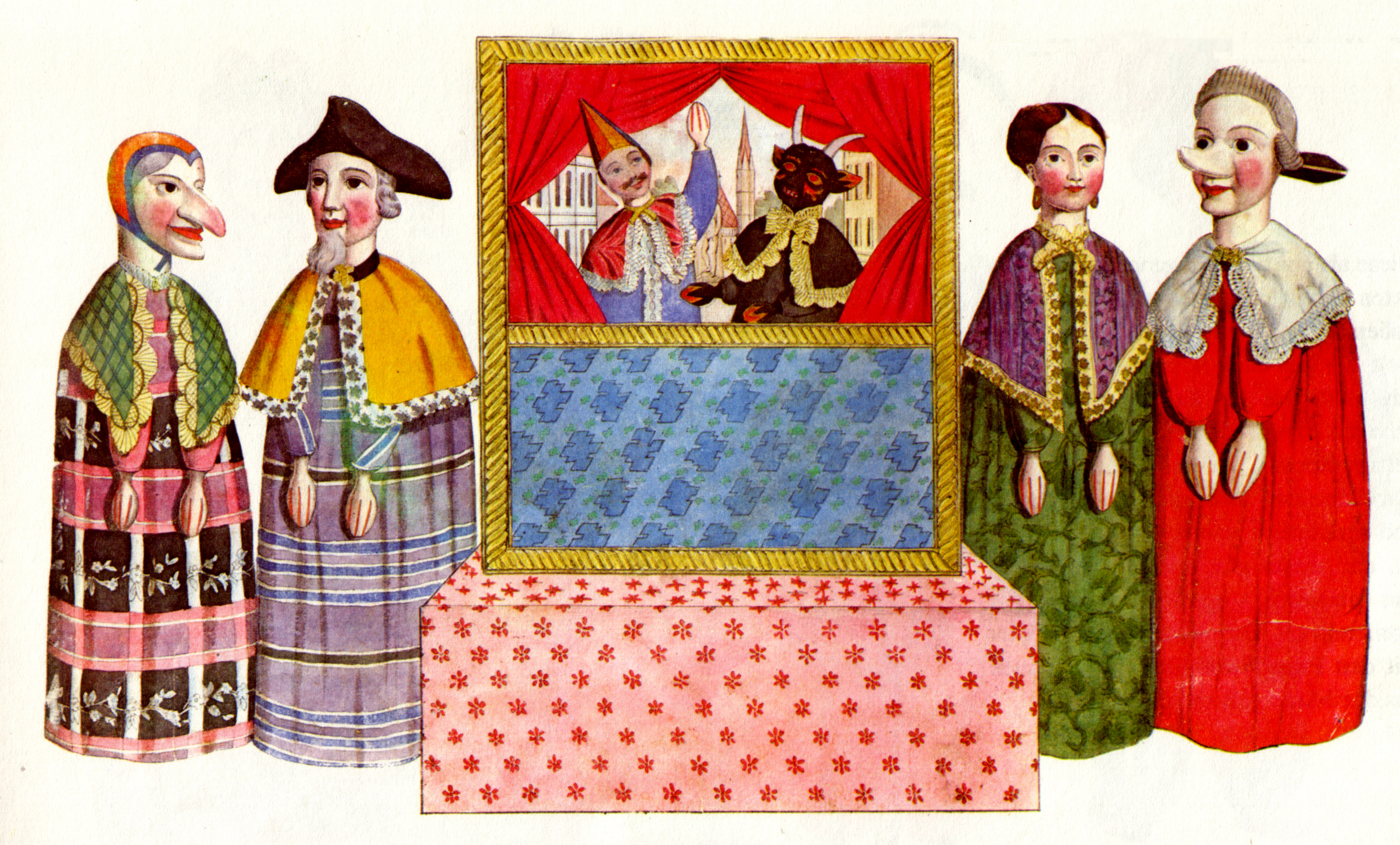
Un teatro di burattini

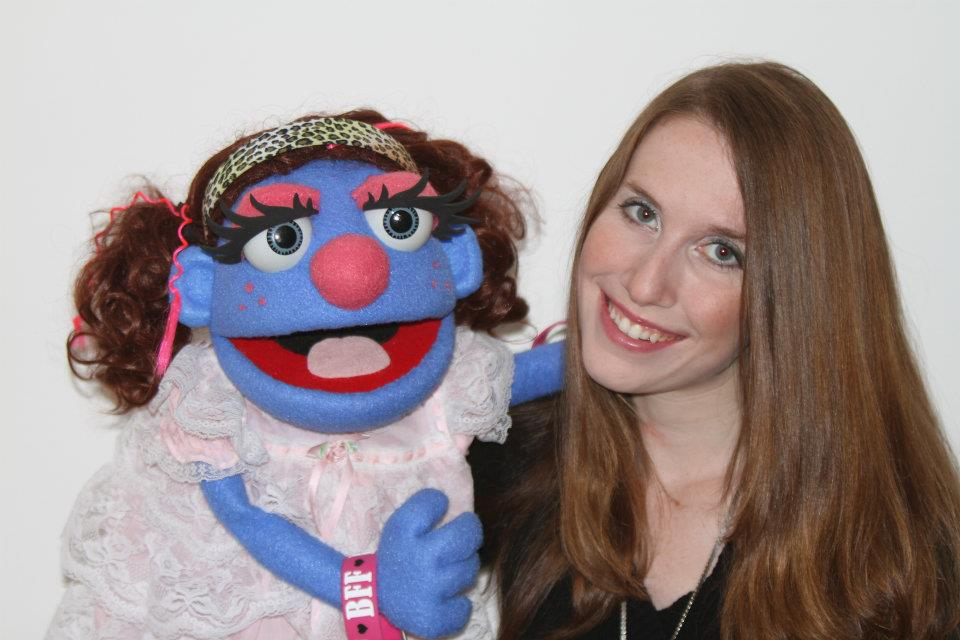
La burattinaia americana Leslie Fleming.

Il burattinaio è l'artista che anima i burattini, particolari fantocci che vengono calzati come guanti e che popolano il genere teatrale del teatro dei burattini.

## Storia
Il teatro dei burattini è considerato un genere "minore" all'interno della produzione teatrale; in realtà è un tipo di teatro ricco di tradizioni ed è tra le poche forme teatrali dove le storie popolari si mescolano ai testi teatrali classici. Si è sviluppato sin dall'antichità, inizialmente sotto forma religiosa; il burattino rappresentava un feticcio e il burattinaio uno "Stregone". Figura di rilievo nell'antichità, aveva il ruolo di intrattenitore sia in Grecia che nella Roma antica, mentre nel medioevo la sua figura diventa controversa; la satira dei burattini è vietata e anche il riso che provoca nel popolo diventa pericoloso, inoltre quegli oggettini in legno e stoffa sono molto lontani dalla parola di dio e vengono vietati. Ma la storia di secoli non si cancella e i burattinai tornano e prendono parte anche nel medioevo sotto forma di animatori di fantocci nelle sacre rappresentazioni; il loro compito sta nell'animare fantocci a grandezza naturale da scambiare al momento opportuno con gli attori e nell'utilizzare i suddetti fantocci nelle scene di flagellazioni, amputazione di arti e decapitazioni. Durante il '500 i burattinai hanno una rinascita artistica, ma soltanto sul finire dell'Ottocento questa forma teatrale si trasforma in quello che noi conosciamo. La commedia dell'arte reinventa le maschere e la tradizione burattinesca e quindi i burattinai mescolano tutto, creando questo linguaggio bizzarro, elegante e poetico.
I burattinai alla storia hanno lasciato tanto: si ritrovano in poesie, racconti e qualche ricordo, ma essendo considerati sempre come girovaghi per questa ragione non ci sono giunte notizie sullo status professionale e sociale dei burattinai.
Esistono fonti che riportano alcuni interrogatori eseguiti nelle carceri romane nel 1595, ove fra i vari mestieri criminali di piazza si descrive quello dei "burattini overo ballarini, che sono quelli che sempre scossano la testa et tutta la vita.. e per le ville vanno gridando et accattano et trovano grandi elemosine", come compagnie di imbroglioni che spillavano soldi simulando di essere invasati. È ragionevole dedurre che i burattinai del tempo, presenti da tempi immemorabili con nomi e repertori diversi, abbiano copiato maschere e repertori, rinnovando i loro, dai più organizzati e fortunati colleghi della Commedia all'improvviso. Sembra anche ragionevole che il popolo dei mercati abbia affibbiato a quei fantoccini sempre in movimento dentro i teatrini il nome, già noto e consolidato, di burattini, prendendolo dai furfanti di piazza e dallo Zanni più agitato. Molto conosciuto è anche il punch and judy show con Punch e Judy.